# 克勞福德 (拉塞爾縣)
克勞福德（英語：Crawford）是一個位於美國阿拉巴馬州拉塞爾縣的非建制地區。該地的面積和人口皆未知。

## 地理
克勞福德的座標為32°27′25″N 85°11′23″W / 32.45694°N 85.18972°W，而該地的平均海拔高度為136米（即446英尺）。